# Елдриџ (Калифорнија)
Елдриџ (енгл. Eldridge) насељено је место без административног статуса у америчкој савезној држави Калифорнија.

## Демографија
По попису из 2010. године број становника је 1.233, што је 301 (-19,6%) становника мање него 2000. године.
| Група             | 2000.         | 2010.       |
| Белци             | 1.187 (77,4%) | 823 (66,7%) |
| Афроамериканци    | 30 (2,0%)     | 10 (0,8%)   |
| Азијати           | 43 (2,8%)     | 36 (2,9%)   |
| Хиспаноамериканци | 214 (14,0%)   | 325 (26,4%) |
| Укупно            | 1.534         | 1.233       |